# Eurovisiesongfestival 2002
Het 47ste Eurovisiesongfestival vond plaats op 25 mei 2002 in de Saku Suurhal in Tallinn, Estland. Het programma werd gepresenteerd door Annely Peebo en Marko Matvere. België werd vertegenwoordigd door Sergio & The Ladies. Nederland was niet vertegenwoordigd, omdat er te weinig punten waren behaald het jaar voordien.
De favorieten op voorhand waren de blinde zangeres Corinna May uit Duitsland en het damestrio Afro-Dite uit Zweden. Bij de bookmakers waren de subtoppers gastland Estland, het Verenigd Koninkrijk, Denemarken, Spanje en Frankrijk. Het programma Operación Triunfo (een soort mix van realityprogramma's als Big Brother en Idols) zou voor de Spaanse inzending zorgen. In een speciale Eurovisie-uitzending kozen de Spanjaarden voor zangeres Rosa met haar liedje Europe's Living A Celebration. In Tallinn bracht Rosa haar nummer bijgestaan door andere deelnemers van Operacíon Triunfo.
De Duitse Corinna May kwam met vijf zangeressen naar Tallinn en met een liedje dat opnieuw geschreven werd door Ralph Siegel en Bernd Meinunger. Om de 'handicap' van Corinna enigszins te maskeren, werd een choreografie bedacht en werd Corinna gekleed in Anastaciastijl, compleet met zonnebril. Ze kon haar zenuwen niet onder controle houden en dit had hoorbaar effect op de vocale kwaliteiten van Corinna. Ook de dames van Afro-Dite met Never let it go konden de vocals niet zuiver op het podium ten gehore brengen en leek het alsof enkel de choreografie de boventoon voerde. Ook de Deense Malene die met een pop-ballad nog tot de outsiders gerekend werd, was zichtbaar nerveus en kon geen zuivere uitvoering van haar nummer geven. Door het falen van de favorieten ontstond er ruimte voor anderen: de uptempo Estse bijdrage van (de Zweedse) Sahlene en de ballades van de Britse Jessica Garlick en van de Franse Sandrine François.
Toen kwamen er twee landen waar het tijdens de puntentelling om zou gaan. De popsong van Ira Losco uit Malta, Seventh wonder en het op Latin geïnspireerde nummer I wanna van Marie N uit Letland. Beide dames brachten hun nummers met een gimmick: tegen het einde van haar nummer blies Ira glittertjes in de camera, terwijl Marie N een show opvoerde met een lesbisch tintje. Zij danste, gekleed in herenkleding, met een van de achtergronddanseressen, maar tegen het einde van het nummer werd zij langzaam uitgekleed door de twee achtergronddansers en sloot Marie N haar optreden af in een avondjurk. De kritiek dat vooral deze show belangrijk zou zijn geweest voor het behalen van de overwinning en niet in de eerste plaats het lied, verdedigde Marie N op een persconferentie als zijnde logisch voor een wedstrijd op televisie wordt uitgezonden.
In eerste instantie mocht Letland niet deelnemen, maar door de afzegging van Portugal kwam er plots een extra startplek vrij. Het toewijzen van deze startplek ging echter niet zonder slag of stoot: Nederland en Letland waren in 2001 allebei op exact 16 punten en een daarmee een gedeelde 18e plaats terechtgekomen, beide dus één plek achter de Portugese kandidaat die 17e was geworden. De vrijgekomen startpositie voor 2002 werd aan Letland toegewezen, aangezien dit land in 2001 twee keer een 8 scoorde, terwijl Nederland bij geen enkele jury hoger uitkwam dan een 6. Dit leidde tot Nederlandse verontwaardiging, aangezien Nederland van vier landen punten had gekregen en Letland maar van twee: de Baltische buren Estland en Litouwen. Echter, de Nederlandse protestgeluiden kregen bij de EBU geen luisterend oor en Letland trok met Marie N naar Tallinn.

## Puntentelling
Voor de puntentelling werd weer een videopresentatie gebruikt. Het oproepen van de landen ging op volgorde van deelname via beeldverbinding. Het geven van de punten gebeurde volgorde van laag naar hoog. Een van de presentatoren herhaalde het land en de punten in de taal (Frans of Engels) waarin ze gegeven werden en daarna herhaalde de andere presentator beide gegevens in de andere taal.
De gegeven punten werden zichtbaar gemaakt door deze achter de landnaam te plaatsen, vóór de totaalscore van het land. Tussen de jury's door werd de tussenstand zichtbaar door het scorebord in volgorde van punten neer te zetten. Bij het geven van de punten stonden de landen echter weer in volgorde van optreden.
Nadat iedereen gewend was dat Malta en Letland bijna altijd wel punten kregen tijdens de puntentelling, stond niemand meer te kijken van het verloop van de telling. Favorieten Zweden en Duitsland stelden enorm teleur, en het gevecht om plaats drie bleef onbeslist tussen Estland en het Verenigd Koninkrijk. Letland en Malta liepen enorm uit op de rest. Nog voordat de laatste 12 punten zouden worden vergeven, was er een gelijke stand: 164 punten voor beide koplopers. Maar bijna niemand twijfelde meer aan een Letse overwinning, omdat die laatste 12 punten namelijk uit buurland Litouwen zouden komen. Enkele landen, waaronder België, meldden meteen na het festival dat ze een onderzoek zouden doen naar de manier van puntentelling en eventueel een aanpassing zouden voorstellen. Reden hiervoor was dat er door sommige landen strategisch gestemd zou zijn, door hoge punten onderling te verdelen.

## Terugkerende artiesten
| Land   | Artiest                                  | Plaats | Eerdere deelname | Plaats toen |
| ------ | ---------------------------------------- | ------ | ---------------- | ----------- |
| Cyprus | Constantinos Christoforou (deel van One) | 6      | Cyprus 1996      | 9           |

De Zweedse Sahlene die nu voor Estland aantrad was al eens backing vocal voor Zweden in '99 en Malta in '00. Kenny Lübcke (ESF '92) was backing vocal voor de Deense kandidaat. Twee van Sergio's Ladies waren al backing voor Nederland in '96. Corinna May won de Duitse finale in '99 maar werd gediskwalificeerd omdat haar lied al was uitgebracht.
In Griekenland strandden Kostas Bigalis (ESF '94) en Elina Konstantopoulou in de nationale finale. Goran Karan zong twee jaar eerder nog voor Kroatië, nu werd hij tweede bij Dora. Ivo Linna (ESF '96) werd laatste in Estland. Bekende namen in Zweden met Friends die een jaar eerder nog vijfde werden, Kikki, Bettan & Lotta een verzameling van oudgedienden Kikki Danielsson, Elisabeth Andreassen en Lotta Engberg die samen voor zeven eurovisiebijdragen gezorgd hadden, Jan Johansen werd 3de in '95. In Denemarken zong Helge Engelbrecht van Bandjo (ESF '87) nu in de groep Neighbours die 2de werden. Kati Karney van de groep Mekado (Duitsland '94) probeerde het nu in Bosnië. In Duitsland werd Joy Fleming (ESF '75) net als een jaar ervoor tweede, Ireen Sheer (ESF '74, '78, '85) was 7de. Regina die in '96 voor Slovenië zong bleef nu in de halve finale steken.

## Ansichtkaarten
Het thema geïmplementeerd voor de wedstrijd van dit jaar was 'een modern sprookje', die in de ansichtkaarten uitgezonden tussen de liedjes, die klassieke sprookjes eindigen met Estse situaties toonde duidelijk was.
| - Aladdin - Het lelijke eendje - Goudlokje - Hans en Grietje - Frankenstein - De drie broers - De Goudvis - Doornroosje - De vermiste prinses - Duimelijntje - Assepoester - Vliegend tapijt | - De wolf en de drie biggetjes - De kleine zeemeermin - De kikkerkoning - Blauwbaard - De prinses die nooit glimlachte - Pinokkio - Ali Baba en de veertig rovers - Belle en het Beest - De rattenvanger van Hamelen - Sneeuwwitje - Roodkapje - De gelaarsde kat |

## Resultaten
| Plaats | Land                  | Taal                | Artiest                      | Lied                                     | Punten |
| ------ | --------------------- | ------------------- | ---------------------------- | ---------------------------------------- | ------ |
| 1      | Letland               | Engels              | Marie N                      | I wanna                                  | 176    |
| 2      | Malta                 | Engels              | Ira Losco                    | Seventh wonder                           | 164    |
| 3      | Estland               | Engels              | Sahlene                      | Runaway                                  | 111    |
| 3      | Verenigd Koninkrijk   | Engels              | Jessica Garlick              | Come back                                | 111    |
| 5      | Frankrijk             | Frans               | Sandrine François            | Il faut du temps (je me battrai pour ça) | 104    |
| 6      | Cyprus                | Engels              | One                          | Gimme                                    | 85     |
| 7      | Spanje                | Spaans              | Rosa                         | Europe's living a celebration            | 81     |
| 8      | Zweden                | Engels              | Afro-Dite                    | Never let it go                          | 72     |
| 9      | Roemenië              | Engels              | Monica Anghel & Marcel Pavel | Tell me why                              | 71     |
| 10     | Rusland               | Engels              | Prime Minister               | Northern girl                            | 55     |
| 11     | Kroatië               | Engels              | Vesna Pisarović              | Everything I want                        | 44     |
| 12     | Israël                | Hebreeuws en Engels | Sarit Hadad                  | Light a candle (nadlik beyachad ner)     | 37     |
| 13     | België                | Engels              | Sergio & The Ladies          | Sister                                   | 33     |
| 13     | Bosnië en Herzegovina | Servisch en Engels  | Maja Tatić                   | Fairytales about love                    | 33     |
| 13     | Slovenië              | Sloveens            | Sestre                       | Samo ljubezen                            | 33     |
| 16     | Turkije               | Turks en Engels     | Buket Bengisu & Grup Safir   | Leylaklar soldu kalbimde                 | 29     |
| 17     | Griekenland           | Engels              | Michalis Rakintzis           | S.A.G.A.P.O.                             | 27     |
| 18     | Oostenrijk            | Engels              | Manuel Ortega                | Say a word                               | 26     |
| 19     | Macedonië             | Engels              | Karolina                     | Od nas zavisi                            | 25     |
| 20     | Finland               | Engels              | Laura                        | Addicted to you                          | 24     |
| 21     | Duitsland             | Engels              | Corinna May                  | I can't live without music               | 17     |
| 22     | Zwitserland           | Frans               | Francine Jordi               | Dans le jardin de mon âme                | 15     |
| 23     | Litouwen              | Engels              | Aivaras                      | Happy you                                | 12     |
| 24     | Denemarken            | Engels              | Malene                       | Tell me who you are                      | 7      |

## Puntentabel
|                       | CY | VK | AT | GR | ES | HR | RU | EE | MK | IL | CH | SE | FI | DK | BA | BE | FR | DE | TR | MT | RO | SI | LV | LT |
| --------------------- | -- | -- | -- | -- | -- | -- | -- | -- | -- | -- | -- | -- | -- | -- | -- | -- | -- | -- | -- | -- | -- | -- | -- | -- |
| Cyprus                |    | 3  | 0  | 12 | 3  | 10 | 6  | 4  | 0  | 0  | 0  | 1  | 4  | 0  | 0  | 3  | 0  | 0  | 0  | 12 | 8  | 4  | 8  | 4  |
| Verenigd Koninkrijk   | 0  |    | 12 | 7  | 0  | 0  | 0  | 6  | 4  | 5  | 6  | 2  | 8  | 6  | 7  | 6  | 1  | 8  | 2  | 10 | 0  | 8  | 5  | 8  |
| Oostenrijk            | 1  | 0  |    | 0  | 0  | 0  | 1  | 0  | 0  | 0  | 7  | 0  | 0  | 0  | 0  | 5  | 0  | 0  | 12 | 0  | 0  | 0  | 0  | 0  |
| Griekenland           | 12 | 0  | 0  |    | 0  | 1  | 8  | 0  | 0  | 0  | 0  | 0  | 0  | 0  | 0  | 0  | 0  | 0  | 0  | 0  | 6  | 0  | 0  | 0  |
| Spanje                | 7  | 2  | 0  | 4  |    | 6  | 0  | 0  | 0  | 6  | 12 | 7  | 0  | 0  | 6  | 12 | 12 | 7  | 0  | 0  | 0  | 0  | 0  | 0  |
| Kroatië               | 6  | 0  | 6  | 5  | 0  |    | 0  | 0  | 5  | 0  | 5  | 0  | 0  | 0  | 2  | 0  | 0  | 3  | 0  | 0  | 0  | 12 | 0  | 0  |
| Rusland               | 5  | 0  | 0  | 2  | 0  | 0  |    | 10 | 0  | 1  | 0  | 0  | 3  | 0  | 0  | 0  | 0  | 0  | 0  | 8  | 10 | 0  | 10 | 6  |
| Estland               | 0  | 7  | 3  | 0  | 0  | 5  | 3  |    | 6  | 2  | 0  | 12 | 10 | 8  | 10 | 4  | 0  | 4  | 8  | 2  | 2  | 6  | 12 | 7  |
| Macedonië             | 3  | 0  | 0  | 0  | 0  | 4  | 0  | 0  |    | 0  | 0  | 0  | 1  | 0  | 0  | 0  | 0  | 0  | 0  | 5  | 12 | 0  | 0  | 0  |
| Israël                | 0  | 5  | 0  | 0  | 0  | 0  | 0  | 0  | 0  |    | 1  | 0  | 5  | 1  | 0  | 2  | 10 | 5  | 0  | 0  | 5  | 0  | 3  | 0  |
| Zwitserland           | 0  | 0  | 5  | 0  | 0  | 0  | 0  | 0  | 0  | 0  |    | 0  | 0  | 0  | 0  | 0  | 3  | 2  | 0  | 0  | 3  | 1  | 1  | 0  |
| Zweden                | 0  | 1  | 4  | 1  | 0  | 0  | 0  | 8  | 0  | 3  | 0  |    | 7  | 10 | 12 | 1  | 0  | 0  | 4  | 0  | 0  | 7  | 4  | 10 |
| Finland               | 2  | 0  | 0  | 0  | 0  | 0  | 0  | 5  | 1  | 0  | 0  | 10 |    | 3  | 3  | 0  | 0  | 0  | 0  | 0  | 0  | 0  | 0  | 0  |
| Denemarken            | 0  | 0  | 0  | 0  | 0  | 0  | 0  | 0  | 0  | 4  | 0  | 0  | 0  |    | 0  | 0  | 0  | 0  | 1  | 1  | 0  | 0  | 0  | 1  |
| Bosnië en Herzegovina | 0  | 0  | 7  | 0  | 3  | 7  | 0  | 0  | 3  | 0  | 0  | 6  | 0  | 2  |    | 0  | 0  | 0  | 0  | 3  | 0  | 2  | 0  | 0  |
| België                | 0  | 4  | 0  | 0  | 1  | 0  | 7  | 0  | 0  | 0  | 0  | 3  | 0  | 4  | 0  |    | 2  | 0  | 10 | 0  | 0  | 0  | 0  | 2  |
| Frankrijk             | 0  | 10 | 0  | 3  | 8  | 0  | 0  | 3  | 0  | 7  | 10 | 8  | 12 | 5  | 8  | 10 |    | 6  | 0  | 0  | 4  | 3  | 2  | 5  |
| Duitsland             | 0  | 0  | 1  | 0  | 2  | 0  | 2  | 1  | 0  | 0  | 3  | 0  | 0  | 0  | 0  | 0  | 0  |    | 3  | 4  | 1  | 0  | 0  | 0  |
| Turkije               | 0  | 0  | 0  | 0  | 4  | 3  | 0  | 0  | 8  | 0  | 0  | 0  | 0  | 0  | 0  | 0  | 7  | 0  |    | 0  | 7  | 0  | 0  | 0  |
| Malta                 | 10 | 12 | 8  | 6  | 10 | 12 | 5  | 7  | 10 | 10 | 4  | 4  | 2  | 12 | 4  | 7  | 6  | 10 | 5  |    | 0  | 10 | 7  | 3  |
| Roemenië              | 8  | 0  | 0  | 8  | 5  | 0  | 12 | 0  | 12 | 8  | 0  | 0  | 0  | 0  | 0  | 0  | 4  | 1  | 7  | 6  |    | 0  | 0  | 0  |
| Slovenië              | 0  | 6  | 2  | 0  | 7  | 8  | 0  | 0  | 2  | 0  | 2  | 0  | 0  | 0  | 1  | 0  | 5  | 0  | 0  | 0  | 0  |    | 0  | 0  |
| Letland               | 4  | 8  | 10 | 10 | 12 | 2  | 10 | 12 | 7  | 12 | 8  | 5  | 6  | 7  | 5  | 8  | 8  | 12 | 6  | 7  | 0  | 5  |    | 12 |
| Litouwen              | 0  | 0  | 0  | 0  | 0  | 0  | 4  | 8  | 0  | 0  | 0  | 0  | 0  | 0  | 0  | 0  | 0  | 0  | 0  | 0  | 0  | 0  | 6  |    |

De tabel is geordend naar volgorde van optreden.

## Terugkerende landen

Deelnemende landen
Landen die al meegedaan hebben maar niet meedoen

- België: na een jaar afwezigheid mochten de Belgen opnieuw deelnemen.
- Cyprus: na de 21ste positie te hebben bereikt in 2000, moesten de Cyprioten een jaar bankzitten. In 2002 waren ze wel weer van de partij.
- Finland: Nina Åström werd gedeeld 18de in 2000, niet genoeg om er in 2001 opnieuw bij te mogen zijn. Een jaar later was Finland wel weer present.
- Macedonië: de Macedoniërs haalden twee jaar eerder de 15de plaats, niet genoeg om een jaar bankzitten te vermijden.
- Oostenrijk: de 14de plaats in 2000 was niet genoeg om in 2001 opnieuw te mogen deelnemen. In 2002 waren de Oostenrijkers wel weer van de partij.
- Roemenië: de Roemenen werden 17de in 2000, waardoor ze een jaar verplicht moesten thuisblijven.
- Zwitserland: Jane Bogaert werd in 2000 20ste. De Zwitsers moesten verplicht toekijken in 2001, maar waren een jaar later wel weer aanwezig.

## Terugtrekkende landen
- Portugal: de Portugezen mochten nog net deelnemen, maar besloten na de slechte prestaties van de afgelopen jaren een jaar thuis te blijven, waardoor Letland alsnog kon deelnemen, en won.

## Verplicht terugtrekkende landen
- Ierland: Gary O'Shaughnessy werd in 2001 21ste, waardoor Ierland moest thuisblijven in 2002.
- IJsland: Two Tricky werd een jaar eerder laatste, waardoor de IJslanders een jaartje moesten overslaan.
- Nederland: Michelle werd in 2001 18de. Nederland moest hierdoor in 2002 verplicht bankzitten.
- Noorwegen: Haldor Lægreid zorgde voor een gedeelde laatste plaats in 2001, waardoor Noorwegen er dit jaar niet bij mocht zijn.
- Polen: Piasek werd het jaar voordien 20ste. Polen bleef dan ook verplicht een jaartje thuis.